# Katherine MacGregor
Katherine MacGregor (* 12. Januar 1925 als Dorlee Deane MacGregor in Glendale, Kalifornien; † 13. November 2018 in Los Angeles, Kalifornien) war eine US-amerikanische Schauspielerin, die durch die Rolle der Harriet Oleson in der Fernsehserie Unsere kleine Farm bekannt wurde.

## Leben und Wirken
Katherine MacGregor wurde von ihrer Mutter allein großgezogen und begann 1947 unter dem Künstlernamen Scottie MacGregor ihre Karriere in der Kindersendung Scrapbook, Junior Edition, die sie bis 1949 moderierte. ‚Scottie‘ war ihr Spitzname, den sie wegen ihrer schottischen Herkunft bekam. MacGregor studierte Tanz und Schauspielkunst in New York City.
Im Jahr 1949 heiratete sie den Schauspieler Bert Remsen, von dem sie kurze Zeit später wieder geschieden wurde. 1954 folgte ihr erster Spielfilmauftritt, eine kleine Nebenrolle in Die Faust im Nacken. Weitere kleinere Rollen in Fernsehfilmen und -serien folgten. In den 1960er Jahren arbeitete sie hauptsächlich am Theater, so auch am Broadway, wo sie in Edward Albees Stück Wer hat Angst vor Virginia Woolf? auftrat. Anfang der 1970er Jahre kehrte sie zum Fernsehen zurück. Sie übernahm Rollen in verschiedenen Produktionen und trat in Fernsehserien wie zum Beispiel Mannix und Der Chef auf.
Von Michael Landon wurde sie 1974 für Unsere kleine Farm engagiert. Für die Rolle der Harriet Oleson wählte sie den seriöser klingenden Künstlernamen Katherine MacGregor, den sie zuvor schon sporadisch verwendet hatte. In ihrer Rolle verkörperte sie eine gierige und klatschsüchtige Unternehmersfrau, die voller Dünkel ist und auch vor Intrigen nicht zurückschreckt, um ihre egoistischen Ziele durchzusetzen, da sie davon überzeugt ist, der wichtigste Mensch in ihrer Heimatstadt Walnut Grove zu sein. Die Figur war so ambivalent angelegt, dass die Rolle der Schauspielerin auch immer wieder die Möglichkeit gab, ihr letztendlich doch gutes Herz zu zeigen. Eigentlich nur als Nebenrolle gedacht, spielte Katherine MacGregor die Figur der Harriet Oleson so überzeugend, dass die Krämersfrau zu einer Hauptfigur der Serie ausgebaut wurde. In der letzten regulären Folge der Serie war sie letztmals in Unsere kleine Farm zu sehen. 
An den drei im Anschluss produzierten Fernsehfilmen nahm MacGregor nicht teil, da sie sich zum Zeitpunkt der Dreharbeiten auf einer Selbstfindungsreise durch Indien befand. Kurz darauf beendete sie ihre Karriere vor der Kamera und trat nur noch auf Theaterbühnen auf. Ferner arbeitete sie, mittlerweile zum Hinduismus konvertiert, als Schauspiellehrerin und Autorin für die Kindertheatergruppe Wee Hollywood Vedanta Players. Sie lebte zuletzt zurückgezogen in Kalifornien im Motion Picture & Television Country House and Hospital, wo sie im November 2018 im Alter von 93 Jahren starb.

## Filmografie (Auswahl)
- 1954: Die Faust im Nacken (On the Waterfront)
- 1970: Der reisende Henker (The Traveling Executioner)
- 1970: The Student Nurses
- 1971: Ein tödlicher Fehler (The Death of Me Yet)
- 1972–1974: Der Chef (Ironside; Fernsehserie, drei Episoden als Irma)
- 1972: Notruf California (Emergency!; Fernsehserie, eine Folge)
- 1973: The Girls of Huntington House
- 1974: Tell Me Where It Hurts
- 1974–1983: Unsere kleine Farm (Little House on the Prairie; Fernsehserie, 153 Folgen)
- 2014: The Lottery (Kurzfilm)